# Coldrerio
Coldrerio est une commune suisse du canton du Tessin, située entre Mendrisio et Balerna dans le district de Mendrisio.

## Histoire
Le site de Coldrerio a été habité dès le Néolithique comme l'indiquent des traces d'un habitat sur palafittes et d'exploitation d'une tourbière. D'autres fouilles et trouvailles ont mis au jour des vestiges de l'époque romaine et du Moyen Âge.
Coldrerio est cité plusieurs fois dans des sources écrites, en 852 déjà puis en 1170, 1185 et 1187. Des institutions de Côme (couvents de Saint-Abonde, de Santo Fedele, hôpital de Saint-Lazare) y possédèrent des biens fonciers et des exploitations agricoles.

## Monuments et curiosités
- Église Santa Apollonia construite au XVIIe siècle qui présente des fresques du XVIIIe siècle sur les parois de la nef[3].
- À Villa sur la route cantonale, église Santa Maria del Carmelo construite au XVIe siècle, agrandie par une abside semi-circulaire au XIXe siècle. Dans la chapelle latérale nord, fresques et tableau du peintre Pier Francesco Mola[4].

## Personnalités liées
- Pier Francesco Mola, peintre italien baroque, est né à Coldrerio le 9 février 1612.
- The Vad Vuc, groupe de musique folk actif depuis les années 2000.